# Andrea Tonelli
Andrea Tonelli (Coccaglio, 5 febbraio 1793 – 1859) è stato un patriota italiano.

## Biografia
Importante membro della Carboneria e precursore del Risorgimento, venne imprigionato allo Spielberg dove conobbe Piero Maroncelli e Silvio Pellico. Fu condannato a morte, ma in seguito la pena fu commutata in 10 anni di carcere duro di cui scontò soltanto 7 anni, grazie all'intercessione della Regina D'Austria, cui la madre dello stesso Tonelli chiese la grazia tramite una lettera. Riacquistata la libertà, prese successivamente parte attiva ai fallimentari moti rivoluzionari del 1848 morendo alla vigilia della decisiva seconda guerra d'indipendenza.
Nel centenario della nascita, il Comune di Coccaglio inaugurò una targa che ancora oggi si può vedere sul muro esterno di quella che fu la sua casa.

## La targa a Tonelli
Il cinque febbraio 1793 qui nasceva al martirio e alla patria Andrea Tonelli capitano della federazione carbonara cospirava contro l'austriaco oppressore. Dopo lungo processo veniva condannato a morte il 21 gennaio 1824 col Confalonieri ed altri precursori del risorgimento italico. Commutata la pena in 10 anni di carcere duro divideva col pallavicino l'orrida segreta dello Spielberg da dove uscì, graziato, il 1º agosto 1830, insieme a Silvio Pellico e Maroncelli.